# 木下里都
木下 里都（きのした りと、2001年1月27日 - ）は、福岡県福岡市早良区出身のプロ野球選手（投手）。右投右打。阪神タイガース所属。

## 経歴
福岡市立小田部小学校1年から原北ウイングス少年野球クラブで野球を始め、福岡市立原北中学校では白龍ベースボールクラブに所属した。
福岡舞鶴高等学校では1年夏からベンチ入りし、同年秋から正遊撃手に定着。2年夏の福岡県大会では、4回戦で三浦銀二を擁する福岡大大濠と対戦。木下は三浦から3打席で2安打を放つも、チームは敗れた。
高校卒業後は福岡大学に進学。木製バットに馴染めなかったことや、同学年の遊撃手に対抗できないと悟ったことから、「大学で野球を辞めるつもりなので、最後くらいは」と投手に転向することを決意した。4年春のリーグ戦で先発として初登板を果たすと、最速149km/hの直球を武器に初完投初完封勝利を挙げ開花。第71回全日本大学野球選手権大会では準々決勝の対上武大学戦に先発として登板し、5回を無失点に抑える好投を見せた（チームは敗戦）。プロ志望届は提出しなかった。
大学卒業後は九州三菱自動車に入社し、硬式野球部に入団。福岡ソフトバンクホークスでコーチを務めた経験もある加藤伸一監督の下で大きく成長を遂げ、2024年の都市対抗野球では自己最速となる156km/hを記録するなど、プロ注目の存在となった。
2024年のドラフト会議で阪神タイガースから3位指名を受けた。11月11日、契約金6000万円、年俸1000万円（金額はいずれも推定）。背番号は54。担当スカウトは前田忠節。

## 人物
「プロを目指して野球をしてきたのではなく、野球を好きで続けてきたら、プロに誘われた」と語っており、プロ野球の観戦に行ったことがないばかりか、どの球団がどのリーグに所属するかすらも知らなかった。
小学校6年間で習字を習っており、日本習字準8段の資格を持つ。

## 詳細情報

### 記録

#### 初記録
投手記録
- 初登板：2025年5月29日、対横浜DeNAベイスターズ11回戦（阪神甲子園球場）、9回表に3番手で救援登板・完了、1回1失点[14]
- 初奪三振：同上、9回表にタイラー・オースティンから空振り三振[14]
- 初ホールド：2025年7月3日、対読売ジャイアンツ15回戦（阪神甲子園球場）、6回表に2番手で救援登板、1回無失点[15]

### 背番号
- 54（2025年[10] - ）